# Eriopis connexa
Eriopis connexa es un coleóptero de la familia Coccinellidae. Es una especie común, ampliamente distribuida en Sudamérica.

## Nombres comunes
Algunos de sus nombres comunes en español son catarina, vaquita, vaquita de San Antonio, cucarrón depredador y chinita.

## Descripción
E. connexa tiene un tamaño entre 4,3 y 5,6 mm, y una forma oblonga y alargada. Su pronoto y élitros son de color marrón oscuro o negro, con manchas amarillas o de color marfil, irregularmente teñidas de rojo o anaranjado. Estas manchas tienen un patrón característico; están en la base, el centro y a los 3/4 de largo. Son relativamente grandes, apenas ovales y no se tocan. En ocasiones, las manchas oscuras pueden variar de color (marrón o negro), forma y tamaño. 
Los ejemplares incluyen una gran variedad de formas, cuya coespecifidad ha sido debatida y requiere ser confirmada. A pesar de ser ampliamente reconocido, E. Connexa aparece en escasas publicaciones científicas y bibliografía de limitada difusión, y muchos individuos morfológicamente similares son atribuidos a la especie.

## Distribución
Es una especie ampliamente distribuida en Sudamérica: Argentina (Buenos Aires, Catamarca, Córdoba, Chaco, Chubut, Entre Ríos, Formosa, La Rioja, Mendoza, Misiones, Neuquén, Río Negro, Salta, San Juan, Santa Fe, Santiago del Estero, Tucumán), Bolivia (Cochabamba, La Paz, Oruro), Brasil (Mato Grosso, Minas Gerais, Paraná, Pernambuco, Rio Grande do Sul, Santa Catarina, Sao Paulo), Paraguay (Alto Paraná, Caazapá, Central, Kanindeyu, Paraguarí, Pte. Hayes, San Pedro) y Uruguay (Florida, Maldonado, Montevideo, San José).
La presencia en Colombia, Venezuela, Perú, Chile y Ecuador requiere ser revisada, ya que todos los ejemplares encontrados en dichos países corresponden en realidad a diferentes especies, como E. punicola, E. chilensis, E. loaensis y E. concordia.
Debido a su potencial como depredador de pulgones, E. connexa se introdujo en los Estados Unidos para controlar poblaciones de D. noxia y A. pisum.

## Ecología
Es un importante insecto depredador, polífago. Sus presas son preferentemente especies de  áfidos o pulgones, huevos y larvas de lepidópteros de varias familias y otros insectos que presentan riesgos agronómicos, manteniendo sus poblaciones por debajo de daños económicamente significativos.
Esta especie es considerada un control biológico de gran importancia, principalmente predando y reduciendo poblaciones de pulgones y áfidos en numerosos cultivos.Su nicho ecológico es muy flexible, y es encontrado en diferentes cultivos, como alfalfa, soja, sorgo, trigo, avena, jojoba, tomates, algodón y caña de azúcar.
La presencia de E. Connexa es generalmente registrada en los meses desde octubre hasta mayo, aunque también es posible encontrarlo durante el resto del año en cultivos y malezas. Es altamente adaptable a diversas condiciones de temperatura y fuentes de alimentación, destacando su rol como depredador.Es inofensivo para el ser humano y ampliamente reconocido como un insecto benéfico.

## Galería de imágenes
|  |
|  |

|  |
|  |

| |
| Eriopis connexa : (53) adulto; (54) larva; (55) pupa, vista dorsal; (56) pupa, vista lateral. Escala: 1 mm. |

| |
| Eriopis connexa,larva: (57) cabeza; (58) mandíbula; (59) antena; (60) ojo simple; (61) palpo maxilar; (62) palpo labial; (63) garra tarsal; (64) espiráculo mesotorácico; (65) espiráculo abdominal |